# Verdensmestre i snooker
Dette er en liste over mandlige verdensmestre i billardspillet snooker siden 1927.

## BA&CC/WPBSA verdensmesterskaber
Vindere og tabende finalister i VM i snooker afholdt af Billiards Association and Control Council / World Professional Billiards and Snooker Association
| År                                  | Vinder            | Tabende finalist  | Finale score    | Sæson   |
| ----------------------------------- | ----------------- | ----------------- | --------------- | ------- |
| 1927                                | Joe Davis         | Tom Dennis        | 20–11           | n/a     |
| 1928                                | Joe Davis         | Fred Lawrence     | 16–13           | n/a     |
| 1929                                | Joe Davis         | Tom Dennis        | 19–14           | n/a     |
| 1930                                | Joe Davis         | Tom Dennis        | 25–12           | n/a     |
| 1931                                | Joe Davis         | Tom Dennis        | 25–21           | n/a     |
| 1932                                | Joe Davis         | Clark McConachy   | 30–19           | n/a     |
| 1933                                | Joe Davis         | Willie Smith      | 25–18           | n/a     |
| 1934                                | Joe Davis         | Tom Newman        | 25–23           | n/a     |
| 1935                                | Joe Davis         | Willie Smith      | 25–20           | n/a     |
| 1936                                | Joe Davis         | Horace Lindrum    | 34–27           | n/a     |
| 1937                                | Joe Davis         | Horace Lindrum    | 32–29           | n/a     |
| 1938                                | Joe Davis         | Sidney Smith      | 37–24           | n/a     |
| 1939                                | Joe Davis         | Sidney Smith      | 43–30           | n/a     |
| 1940                                | Joe Davis         | Fred Davis        | 37–36           | n/a     |
| 1941–1945 ingen turneringer afholdt |                   |                   |                 |         |
| 1946                                | Joe Davis         | Horace Lindrum    | 78–67           | n/a     |
| 1947                                | Walter Donaldson  | Fred Davis        | 82–63           | n/a     |
| 1948                                | Fred Davis        | Walter Donaldson  | 84–61           | n/a     |
| 1949                                | Fred Davis        | Walter Donaldson  | 80–65           | n/a     |
| 1950                                | Walter Donaldson  | Fred Davis        | 51–46           | n/a     |
| 1951                                | Fred Davis        | Walter Donaldson  | 58–39           | n/a     |
| 1952                                | Horace Lindrum    | Clark McConachy   | 94–49           | n/a     |
| Udfordringskampe                    |                   |                   |                 |         |
| 1964                                | John Pulman       | Fred Davis        | 19–16           | n/a     |
| 1964                                | John Pulman       | Rex Williams      | 40–33           | n/a     |
| 1965                                | John Pulman       | Fred Davis        | 37–36           | n/a     |
| 1965                                | John Pulman       | Rex Williams      | 25–22 (matches) | n/a     |
| 1965                                | John Pulman       | Fred Van Rensburg | 39–12           | n/a     |
| 1966                                | John Pulman       | Fred Davis        | 5–2 (matches)   | n/a     |
| 1968                                | John Pulman       | Eddie Charlton    | 39–34           | n/a     |
| Knockout-turneringer                |                   |                   |                 |         |
| 1969                                | John Spencer      | Gary Owen         | 37–24           | n/a     |
| 1970                                | Ray Reardon       | John Pulman       | 37–33           | n/a     |
| 1971                                | John Spencer      | Warren Simpson    | 37–29           | n/a     |
| 1972                                | Alex Higgins      | John Spencer      | 37–32           | n/a     |
| 1973                                | Ray Reardon       | Eddie Charlton    | 38–32           | n/a     |
| 1974                                | Ray Reardon       | Graham Miles      | 22–12           | 1973/74 |
| 1975                                | Ray Reardon       | Eddie Charlton    | 31–30           | 1974/75 |
| 1976                                | Ray Reardon       | Alex Higgins      | 27–16           | 1975/76 |
| The Crucible                        |                   |                   |                 |         |
| 1977                                | John Spencer      | Cliff Thorburn    | 25–12           | 1976/77 |
| 1978                                | Ray Reardon       | Perrie Mans       | 25–18           | 1977/78 |
| 1979                                | Terry Griffiths   | Dennis Taylor     | 24–16           | 1978/79 |
| 1980                                | Cliff Thorburn    | Alex Higgins      | 18–16           | 1979/80 |
| 1981                                | Steve Davis       | Doug Mountjoy     | 18–12           | 1980/81 |
| 1982                                | Alex Higgins      | Ray Reardon       | 18–15           | 1981/82 |
| 1983                                | Steve Davis       | Cliff Thorburn    | 18–6            | 1982/83 |
| 1984                                | Steve Davis       | Jimmy White       | 18–16           | 1983/84 |
| 1985                                | Dennis Taylor     | Steve Davis       | 18–17           | 1984/85 |
| 1986                                | Joe Johnson       | Steve Davis       | 18–12           | 1985/86 |
| 1987                                | Steve Davis       | Joe Johnson       | 18–14           | 1986/87 |
| 1988                                | Steve Davis       | Terry Griffiths   | 18–11           | 1987/88 |
| 1989                                | Steve Davis       | John Parrott      | 18–3            | 1988/89 |
| 1990                                | Stephen Hendry    | Jimmy White       | 18–12           | 1989/90 |
| 1991                                | John Parrott      | Jimmy White       | 18–11           | 1990/91 |
| 1992                                | Stephen Hendry    | Jimmy White       | 18–14           | 1991/92 |
| 1993                                | Stephen Hendry    | Jimmy White       | 18–5            | 1992/93 |
| 1994                                | Stephen Hendry    | Jimmy White       | 18–17           | 1993/94 |
| 1995                                | Stephen Hendry    | Nigel Bond        | 18–9            | 1994/95 |
| 1996                                | Stephen Hendry    | Peter Ebdon       | 18–12           | 1995/96 |
| 1997                                | Ken Doherty       | Stephen Hendry    | 18–12           | 1996/97 |
| 1998                                | John Higgins      | Ken Doherty       | 18–12           | 1997/98 |
| 1999                                | Stephen Hendry    | Mark Williams     | 18–11           | 1998/99 |
| 2000                                | Mark Williams     | Matthew Stevens   | 18–16           | 1999/00 |
| 2001                                | Ronnie O'Sullivan | John Higgins      | 18–14           | 2000/01 |
| 2002                                | Peter Ebdon       | Stephen Hendry    | 18–17           | 2001/02 |
| 2003                                | Mark Williams     | Ken Doherty       | 18–16           | 2002/03 |
| 2004                                | Ronnie O'Sullivan | Graeme Dott       | 18–8            | 2003/04 |
| 2005                                | Shaun Murphy      | Matthew Stevens   | 18–16           | 2004/05 |
| 2006                                | Graeme Dott       | Peter Ebdon       | 18–14           | 2005/06 |
| 2007                                | John Higgins      | Mark Selby        | 18–13           | 2006/07 |
| 2008                                | Ronnie O'Sullivan | Ali Carter        | 18–8            | 2007/08 |
| 2009                                | John Higgins      | Shaun Murphy      | 18–9            | 2008/09 |
| 2010                                | Neil Robertson    | Graeme Dott       | 18–13           | 2009/10 |
| 2011                                | John Higgins      | Judd Trump        | 18–15           | 2010/11 |
| 2012                                | Ronnie O'Sullivan | Ali Carter        | 18–11           | 2011/12 |
| 2013                                | Ronnie O'Sullivan | Barry Hawkins     | 18–12           | 2012/13 |
| 2014                                | Mark Selby        | Ronnie O'Sullivan | 18–14           | 2013/14 |
| 2015                                | Stuart Bingham    | Shaun Murphy      | 18–15           | 2014/15 |
| 2016                                | Mark Selby        | Ding Junhui       | 18–14           | 2015/16 |
| 2017                                | Mark Selby        | John Higgins      | 18–15           | 2016/17 |
| 2018                                | Mark Williams     | John Higgins      | 18–16           | 2017/18 |
| 2019                                | Judd Trump        | John Higgins      | 18–9            | 2018/19 |
| 2020                                | Ronnie O'Sullivan | Kyren Wilson      | 18–8            | 2019/20 |
| 2021                                | Mark Selby        | Shaun Murphy      | 18–15           | 2020/21 |
| 2022                                | Ronnie O'Sullivan | Judd Trump        | 18–13           | 2021/22 |
| 2023                                | Luca Brecel       | Mark Selby        | 18–15           | 2022/23 |
| 2024                                | Kyren Wilson      | Jak Jones         | 18–14           | 2023/24 |
| 2025                                | Zhao Xintong      | Mark Williams     | 18–12           | 2024/25 |

## World Matchplay mesterskaber
| År   | Vinder      | tabende finalist | Finale score | Sæson |
| ---- | ----------- | ---------------- | ------------ | ----- |
| 1952 | Fred Davis  | Walter Donaldson | 38–35        | n/a   |
| 1953 | Fred Davis  | Walter Donaldson | 37–34        | n/a   |
| 1954 | Fred Davis  | Walter Donaldson | 39–21        | n/a   |
| 1955 | Fred Davis  | John Pulman      | 37–34        | n/a   |
| 1956 | Fred Davis  | John Pulman      | 38–35        | n/a   |
| 1957 | John Pulman | Jackie Rea       | 39–34        | n/a   |

## Efter nationalitet
| Land       | Spillere | Antal mesterskaber |
| ---------- | -------- | ------------------ |
| England    | 14       | 58                 |
| Skotland   | 4        | 14                 |
| Wales      | 3        | 10                 |
| Nordirland | 2        | 3                  |
| Australien | 2        | 2                  |
| Canada     | 1        | 1                  |
| Irland     | 1        | 1                  |
| Belgien    | 1        | 1                  |
| Kina       | 1        | 1                  |